# Videira
Videira is een gemeente in de Braziliaanse deelstaat Santa Catarina. De gemeente telt 46.585 inwoners (schatting 2009).

## Bezienswaardigheid
- Museu do Vinho Mário De Pellegrin - Wijn museum

## Aangrenzende gemeenten
De gemeente grenst aan Arroio Trinta, Caçador, Fraiburgo, Iomerê, Macieira, Pinheiro Preto, Rio das Antas en Tangará.